# Markku Aro
Pour les articles homonymes, voir Aro.
Markku Tuomas Puputti, né le 3 février 1950 à Mouhijärvi, plus connu sous le nom Markku Aro, est un chanteur finlandais.
Il est notamment connu pour avoir représenté la Finlande au Concours Eurovision de la chanson 1971 à Dublin avec le groupe Koivistolaiset (fi) et la chanson Tie uuteen päivään.

## Prix et reconnaissance
- Iskelmä-Finlandia, 2017